# Caradrina leprii
Caradrina leprii är en fjärilsart som beskrevs av Emilio Berio 1942. Caradrina leprii ingår i släktet Caradrina och familjen nattflyn. Inga underarter finns listade i Catalogue of Life.